# ال‌هورنیو
ال هرنییو دهستانی در استان آبیلای اسپانیا است.
در این دهستان ۴۰۱ نفر زندگی می‌کنند. مساحت این دهستان ۲۴٫۰۷ کیلومتر مربع است.